# Ligidium
Ligidium är ett släkte av kräftdjur som beskrevs av Brandt 1833. Ligidium ingår i familjen gisselgråsuggor.

## Bildgalleri

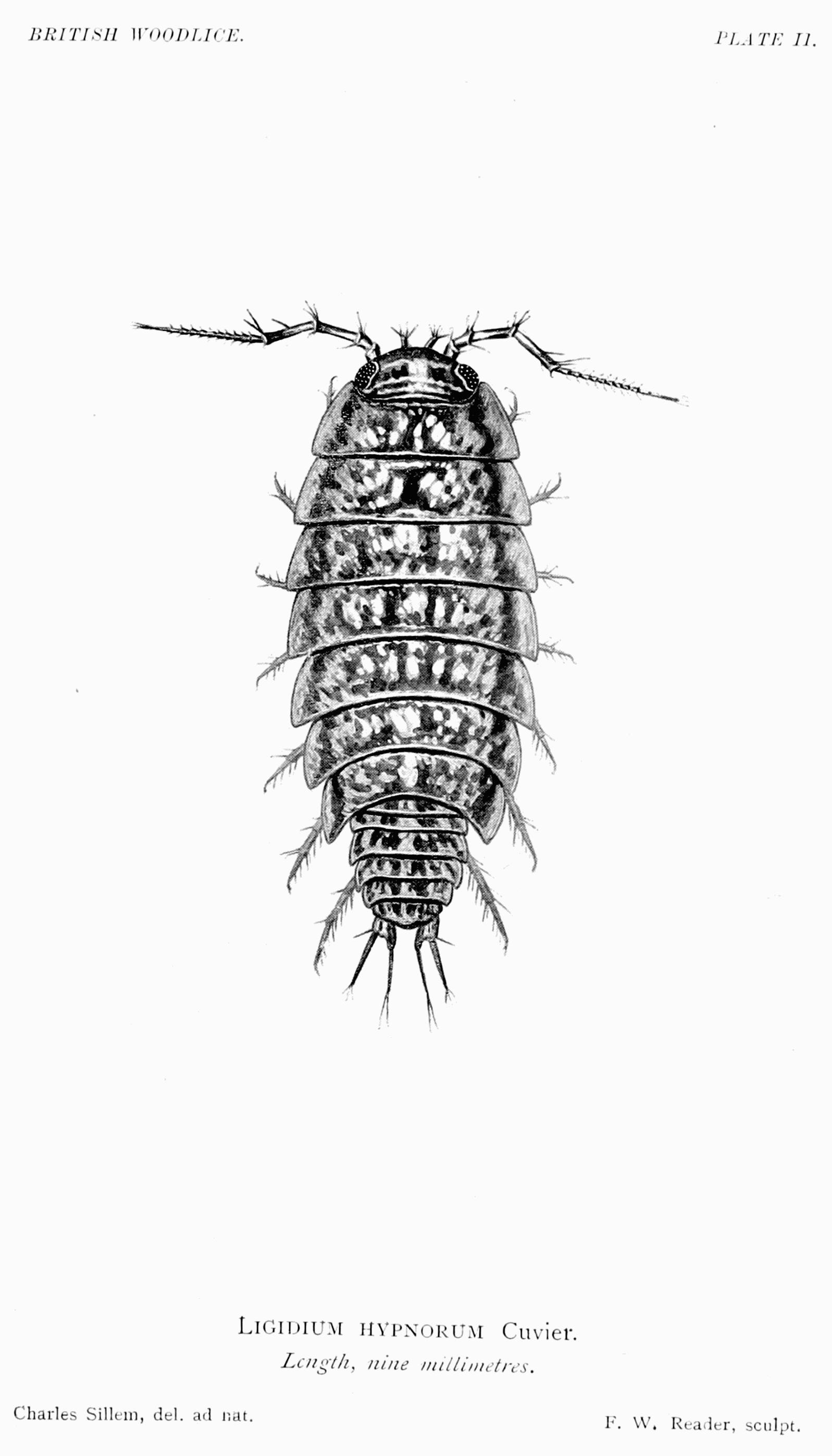
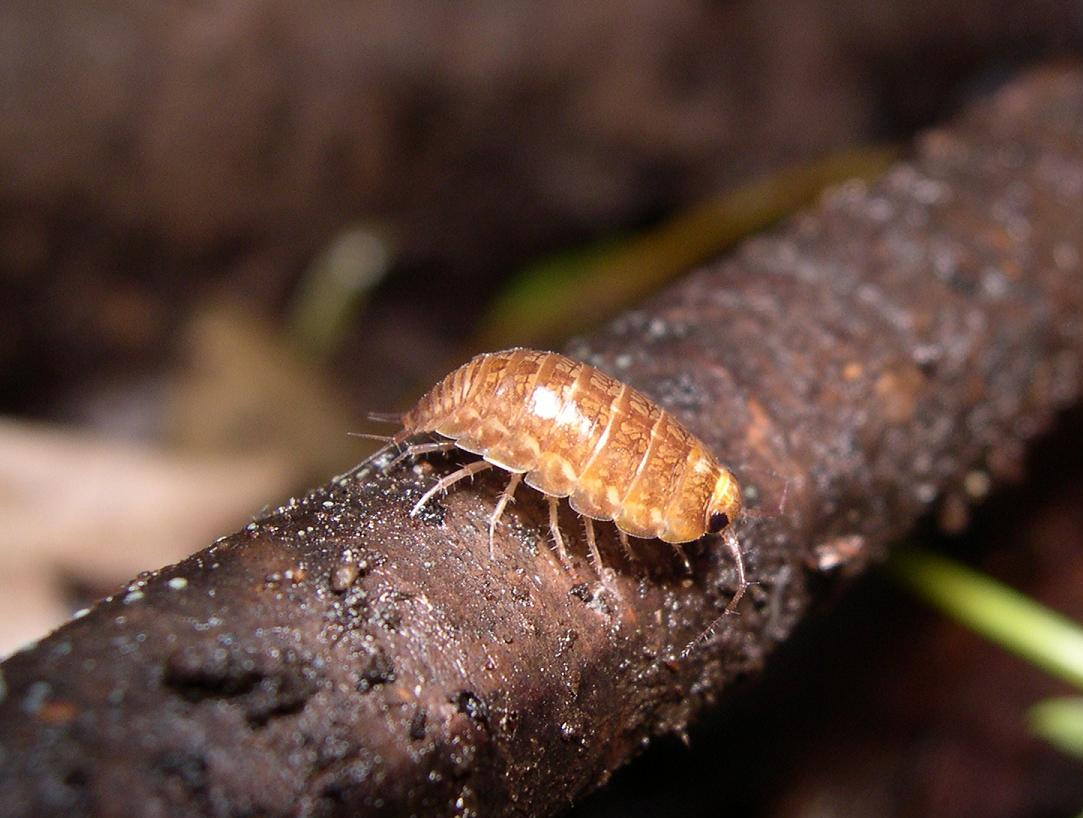

## Dottertaxa tillLigidium, i alfabetisk ordning[1][2]
- Ligidium acutitelson
- Ligidium anatolicum
- Ligidium assimile
- Ligidium beieri
- Ligidium birsteini
- Ligidium blueridgensis
- Ligidium bosniense
- Ligidium bosphoranum
- Ligidium burmanicum
- Ligidium cavaticum
- Ligidium cycladicum
- Ligidium denticulatum
- Ligidium elrodii
- Ligidium euboicum
- Ligidium euxinum
- Ligidium floridanum
- Ligidium formosanum
- Ligidium fragile
- Ligidium germanicum
- Ligidium ghigii
- Ligidium gracile
- Ligidium herzegowinensis
- Ligidium hoberlandti
- Ligidium hypnorum
- Ligidium japonicum
- Ligidium jiuzhai
- Ligidium kofoidi
- Ligidium koreanum
- Ligidium lapetum
- Ligidium latum
- Ligidium margaritae
- Ligidium mucronatum
- Ligidium mylonasi
- Ligidium nodulosum
- Ligidium paulum
- Ligidium riparum
- Ligidium rishikondensis
- Ligidium sichuanense
- Ligidium tauricum
- Ligidium tenue
- Ligidium tschatcalicum
- Ligidium turcicorum
- Ligidium watanabei
- Ligidium werneri
- Ligidium zaitzevi